# The Jester
The Jester (eerder Joker's Revenge) is een stalen achtbaan in het Amerikaanse attractiepark Six Flags New Orleans. Sinds de orkaan Katrina in augustus 2005 voorbijtrok is het park gesloten. The Jester is sindsdien niet verwijderd maar wel gesloten.

## Algemene informatie
Joker's Revenge werd gebouwd door Vekoma en opende op 10 mei 1996 in Six Flags Fiesta Texas in het parkdeel Fiesta Bay Boardwalk. Bij opening was Joker's Revenge paars met gele treinen. Eind 2002 sloot Joker's Revenge en werd deze verplaatst naar Six Flags New Orleans. Het kleurenschema werd veranderd naar groene rails, blauwe supports en blauw-groene achtbaantreinen.

## SBNO
Toen de orkaan Katrina op 29 augustus 2005 Six Flags New Orleans onder water zette kwam ook The Jester onder water te staan. Sindsdien is het park en dus ook The Jester gesloten. Verschillende achtbanen werden verwijderd uit Six Flags New Orleans maar anno 2015 staat The Jester nog op dezelfde plaats stil. Door de orkaanschade is de verf deels afgebladderd waardoor de oorspronkelijke kleuren weer te zien zijn. Het is onbekend of de attractie op de huidige locatie zal blijven staan aangezien plannen om het park te heropenen zeer onzeker zijn geworden.